# Список умерших в 1979 году
В этой статье представлен список известных людей, умерших в 1979 году.
- См. также: Категория:Умершие в 1979 году

## Январь
- 1 января — Леонтий Игнатьев (73) — советский деятель сельского хозяйства, Герой Социалистического Труда, участник Великой Отечественной войны.
- 1 января — Александр Камагин (54) — Герой Советского Союза.
- 1 января — Евгений Лазаренко (66) — советский ученый и педагог в области минералогии.
- 2 января — Андрей Карась (60) — советский военачальник.
- 3 января — Адольф Страхов (83) — украинский советский график и скульптор еврейского происхождения.
- 3 января — Виктор Тихонов (67) — Герой Советского Союза.
- 4 января — Иван Гришманов (72) — советский государственный и партийный деятель, министр промышленности строительных материалов СССР (1965—1979).
- 5 января — Пётр Второв (40) — советский биогеограф, эколог, зоолог и деятель охрана природы и заповедного дела.
- 5 января — Василий Галушкин (53) — Герой Советского Союза.
- 5 января — Билли Блэтчер (84) — американский актёр радио, кино, телевидения и озвучивания.
- 6 января — Анатолий Рощанинов (62) — Герой Советского Союза.
- 7 января — Борис Баев (55) — советский украинский психолог, доктор психологических наук, профессор, специалист в области возрастной и педагогической психологии, психологии речи.
- 7 января — Георгий Ленёв (70) — советский военачальник, генерал-лейтенант, Герой Советского Союза.
- 9 января — Пьер Луиджи Нерви (87) — итальянский инженер и архитектор, прозванный «поэтом железобетона».
- 10 января — Амшей Нюренберг — украинский, российский и советский художник, график.
- 10 января — Григорий Чёрный (66) — Герой Советского Союза.
- 12 января — Александр Столпер (71) — советский кинорежиссёр и сценарист («Парень из нашего города», «Жди меня», «Повесть о настоящем человеке», «Живые и мёртвые»).
- 13 января — Григорий Меркушкин (61) — советский государственный и политический деятель.
- 13 января — Василий Тарасенко (66) — Герой Советского Союза.
- 15 января — Георгий Покровский (77) — учёный-физик, генерал-майор инженерно-технической службы, заслуженный деятель науки РСФСР.
- 15 января — Алесь Якимович — белорусский советский писатель.
- 16 января — Иван Афонин (74) — Герой Советского Союза.
- 16 января — Алексей Махров (59) — Герой Советского Союза.
- 17 января — Иван Ищенко (66) — Герой Советского Союза.
- 17 января — Борис Чесноков (87) — российский футболист, нападающий.
- 18 января — Валентин Зубков (55) — советский актёр, Заслуженный артист РСФСР.
- 19 января — Прокопий Щетинин (70) — Полный кавалер ордена Славы.
- 20 января — Иосиф Вайсблат — советский живописец, график и скульптор.
- 20 января — Константин Крюков (56) — Герой Советского Союза.
- 20 января — Феофан Широкий (84) — генерал-майор Советской Армии, участник Первой мировой, Гражданской и Великой Отечественной войн.
- 21 января — Виктор Киселёв (71) — советский политический деятель, 1-й секретарь Калининского областного комитета ВКП(б) — КПСС (1951—1955).
- 21 января — Павел (Голышев) (64) — епископ Константинопольского Патриархата на покое
- 22 января — Никифор Зинченко (67) — сержант Рабоче-крестьянской Красной Армии, участник Великой Отечественной войны, Герой Советского Союза.
- 22 января — Эрнест Кольман (86) — участник гражданской войны.
- 25 января — Константин Панченко (59) — Герой Советского Союза.
- 26 января — Пётр Гаврилов (78) — советский офицер, майор, участник обороны Брестской крепости в 1941 году, Герой Советского Союза.
- 26 января — Нельсон Рокфеллер (70) — американский политик и банкир, вице-президент США в 1974—1977.
- 27 января — Дмитрий Блохинцев (71) — советский физик, член-корреспондент АН СССР.
- 27 января — Виктория Окампо (88) — аргентинская писательница, общественный деятель и издатель.
- 29 января — Адам Турчинский (81) — Герой Советского Союза.
- 31 января — Михаил Гусев (75) — советский государственный и партийный деятель, 1-й секретарь Кемеровского областного комитета ВКП(б) — КПСС (1952—1955).
- 31 января — Ольга Ольгина (74) — польская оперная певица.

## Февраль
- 1 февраля — Александр Алымов (23) — советский военный лётчик, лейтенант.
- 1 февраля — Абди Ипекчи (49) — турецкий журналист.
- 2 февраля — Георгий Абаев (77) — советский военачальник, генерал-майор. Начальник штаба 70-й армии в период Великой Отечественной войны.
- 2 февраля — Михаил Воскобойников (66) — советский учёный, доктор филологических наук; лингвист-северовед, литературовед, фольклорист, писатель и переводчик.
- 2 февраля — Сид Вишес (21) — британский музыкант, известный прежде всего как басист панк-рок-группы Sex Pistols.
- 3 февраля — Василий Грушко (55) — Герой Советского Союза.
- 6 февраля — Исса Плиев (75) — советский военачальник, генерал армии. Дважды Герой Советского Союза.
- 6 февраля — Амиран Данелия (55) — стрелок-пулемётчик танка 53-й танковой бригады, Герой Советского Союза.
- 6 февраля — Виктор Сеницкий (69) — советский и польский военачальник.
- 7 февраля — Абдурахман Абсалямов (67) — татарский писатель.
- 7 февраля — Байдильда Калтаев (67) — народный артист Казахской ССР.
- 7 февраля — Йозеф Менгеле (67) — немецкий врач, проводивший опыты на узниках лагеря Освенцим во время Второй мировой войны; умер в Бразилии.
- 8 февраля — Сергей Кривцов (74) — Герой Советского Союза.
- 8 февраля — Сергей Роменский (57) — Полный кавалер Ордена Славы.
- 8 февраля — Николай Тихонов (82) — русский советский поэт. Герой Социалистического Труда.
- 9 февраля — Дэннис Габор (78) — венгерский физик, лауреат Нобелевской премии по физике в 1971 «за изобретение и развитие голографического метода».
- 9 февраля — Алексей Отставнов (73) — Герой Советского Союза.
- 10 февраля — Татьяна Барышева (82) — советская актриса театра и кино.
- 11 февраля — Василий Цыбульник (64) — Полные кавалеры ордена Славы.
- 12 февраля — Жан Ренуар (84) — французский кинорежиссёр, актёр, продюсер, сценарист, сын художника Огюста Ренуара, брат актёра Пьера Ренуара.
- 12 февраля — Пётр Надеваев (69) — Полный кавалер ордена Славы.
- 13 февраля — Юрий Меркулов (77) — русский и советский художник
- 13 февраля — Александр Семёнов (66) — Герой Советского Союза.
- 13 февраля — Сергей Шевелёв (69) — Герой Советского Союза.
- 13 февраля — Алексей Югов (76) — русский советский писатель, литературовед, переводчик.
- 14 февраля — Александр Рудаков (66) — Герой Советского Союза.
- 14 февраля — Иван Сыромолотный (76) — украинский советский деятель.
- 15 февраля — Георгий Покровский (77) — учёный-физик, генерал-майор инженерно-технической службы.
- 15 февраля — Павло Шандрук (89) — украинский, польский военный деятель.
- 18 февраля — Надежда Абрамова (72) — белорусский политик-националист, создатель Союза белорусской молодёжи.
- 18 февраля — Сергей Ширягин (84) — генерал-майор Советской Армии.
- 20 февраля — Василий Котюнин (59) — Герой Советского Союза.
- 22 февраля — Василий Исайченко (59) — Герой Советского Союза.
- 22 февраля — Григорий Чепрунов (72) — Герой Советского Союза.
- 23 февраля — Александр Волков (56) — Герой Советского Союза.
- 23 февраля — Ипполит Лазарчук (75) — советский режиссёр мультипликационного кино, художник и мультипликатор.
- 23 февраля — Михаил Натаревич (71) — российский советский художник, живописец, член Ленинградской организации Союза художников РСФСР, представитель ленинградской школы живописи.
- 24 февраля — Сергей Куфонин (58) — советский лётчик-штурмовик, участник Великой Отечественной войны, Герой Советского Союза.
- 24 февраля — Павел Федорчук (65) — подполковник Советской Армии, участник советско-финской и Великой Отечественной войн, Герой Советского Союза.
- 27 февраля — Половикова, Клавдия Михайловна (82) — актриса театра (в кино снималась редко), мать Валентины Серовой.
- 27 февраля — Михаил Хозин (82) — советский военный деятель, генерал-полковник.

## Март
- 1 марта — Георгий Алексеенко (61) — Герой Советского Союза.
- 1 марта — Мустафа Барзани (77) — курдский военный и политический деятель, лидер национально-освободительного движения в Иракском Курдистане.
- 1 марта — Лев Гитман (56) — Герой Советского Союза (1943), лишён всех званий и наград в связи с осуждением.
- 1 марта — Дмитрий Глинка (61) — Герой Советского Союза.
- 1 марта — Анатолий Мухин (65) — Герой Советского Союза.
- 2 марта — Яков Зинзивер (58) — полный кавалер Ордена Славы.
- 2 марта — Василий Чалый (67) — советский вице-адмирал, командующий Эскадрой Черноморского флота.
- 3 марта — Виктор Решетов (68) — советский учёный филолог-тюрколог.
- 4 марта — Филипп Ахаев (60) — Герой Советского Союза.
- 7 марта — Иван Чистяков (78) — Герой Советского Союза.
- 10 марта — Пётр Панежда (62) — сержант Рабоче-крестьянской Красной Армии, участник Великой Отечественной войны, Герой Советского Союза.
- 11 марта — Виктор Килиан (88) — американский актёр театра, кино и телевидения.
- 12 марта — Евгений Хярмс (58) — советский футбольный арбитр.
- 13 марта — Михаил Кошелев (67) — советский военнослужащий, Герой Советского Союза, гвардии сержант.
- 13 марта — Василий Шаповал (54) — Герой Советского Союза.
- 15 марта — Дмитрий Бокалов (56) — советский и латвийский театральный актёр.
- 15 марта — Григорий Липшиц (67) — советский кинорежиссёр.
- 16 марта — Михаил Лусто (67) — советский военный лётчик, Герой Советского Союза.
- 16 марта — Жан Монне (90) — французский предприниматель и государственный деятель, один из отцов-основателей Европейского союза.
- 16 марта — Мирослав Сичинский — украинский общественно-политический деятель.
- 16 марта — Пётр Суровцев (57) — Герой Советского Союза.
- 18 марта — Семен Загузин (63) — Полный кавалер Ордена Славы.
- 18 марта — Пётр Кизюн (61) — подполковник Советской Армии, участник Великой Отечественной войны, Герой Советского Союза.
- 18 марта — Хан Шушинский (90) — азербайджанский певец-ханенде.
- 19 марта — Павел Артемьев (81) — советский государственный и партийный деятель, 1-й заместитель командующего войсками Уральского военного округа, генерал-полковник.
- 19 марта — Исхак Раззаков (68) — советский государственный и партийный деятель, первый секретарь ЦК Компартии Киргизии.
- 19 марта — Михаил Пекелис (79) — советский музыковед, профессор Московской консерватории.
- 19 марта — Николай Смирнов (58) — Герой Советского Союза.
- 20 марта — Иван Улыбин (62) — Герой Советского Союза.
- 21 марта — Эвальд Ильенков (55) — советский философ, исследователь марксистско-ленинской диалектики.
- 22 марта — Валентин Андрусенко (60) — старшина первой статьи Балтийского флота, Герой Советского Союза.
- 22 марта — Иван Корольков (72) — Герой Советского Союза.
- 24 марта — Николай Арсеньев (58) — старшина первой статьи Балтийского флота, Герой Советского Союза.
- 24 марта — Лев Стрельцов (60) — доктор юридических наук, профессор, заведующий кафедрой государственного и административного права Одесского национального университета имени И. И. Мечникова.
- 27 марта — Иван Аплетов (57) — Герой Советского Союза.
- 27 марта — Никита Котов (63) — Герой Советского Союза.
- 28 марта — Алексей Палажченко (55) — советский украинский поэт, писатель.
- 29 марта — Рэй Вентура (70) — французский джазмен, продюсер, композитор, актёр, сценарист.
- 29 марта — Исаак Гинзбург — советский учёный в области аэрогазодинамики и динамики полёта летательных аппаратов.
- 31 марта — Михаил Рябчевский (67) — Герой Советского Союза.

## Апрель
- 3 апреля — Василий Тарановский (72) — Герой Советского Союза.
- 4 апреля — Зульфикар Али Бхутто (51) — пакистанский политический деятель, президент и премьер-министр страны; повешен.
- 4 апреля — Сергей Марков (72) — русский советский поэт, прозаик, историк, географ, путешественник, архивист, этнограф. Действительный член Географического общества СССР.
- 5 апреля — Семён Афанасьев (77) — советский государственный и партийный деятель, председатель Исполнительного комитета Московского областного Совета.
- 5 апреля — Юрий Кавтарадзе (56) — советский и грузинский режиссёр и сценарист.
- 5 апреля — Иван Яровой (58) — участник Великой Отечественной войны полный кавалер ордена Славы.
- 7 апреля — Оскар Острофф (74) — американский драматург, актёр и продюсер еврейского театра на идише.
- 8 апреля — Михаил Богданов (67) — Полный кавалер ордена Славы.
- 9 апреля — Виктор Скрылёв (56) — Герой Советского Союза.
- 9 апреля — Иван Яковченко (66) — Герой Советского Союза.
- 11 апреля — Леонид Быков (50) — советский кинорежиссёр, сценарист, актёр, заслуженный артист РСФСР (1965), народный артист Украинской ССР (1974); автокатастрофа.
- 12 апреля — Александр Миньковский (78) — советский хоровой дирижёр, педагог.
- 13 апреля — Константин Кабанов (57) — Герой Советского Союза.
- 14 апреля — Никита Туровец (61) — Герой Советского Союза.
- 16 апреля — Сергей Медведев (80) — один из крупнейших советских энтомологов.
- 16 апреля — Анатолий Харлампиев (72) — исследователь национальных видов борьбы народов СССР, один из основоположников борьбы самбо.
- 18 апреля — Василий Климов (61) — Герой Советского Союза.
- 19 апреля — Борис Кимягаров (58) — советский режиссёр.
- 19 апреля — Сергей Крылов (59) — советский генерал-лейтенант внутренней службы.
- 19 апреля — Шломо Перельштейн (76) — израильский политик, депутат кнессета от партии Общих сионистов, Либеральной партии, а затем от блока «ГАХАЛ».
- 20 апреля — Семён Алпеев (69) — Герой Советского Союза.
- 20 апреля — Анатолий Мельников (64) — Герой Советского Союза.
- 22 апреля — Иродион Цулая — Полный кавалер ордена Славы.
- 23 апреля — Витольд Бордзиловский (60) — советский режиссёр-мультипликатор и художник-постановщик мультфильмов.
- 24 апреля — Владимир Ивасюк (30) — украинский поэт и композитор, художник,Герой Украины (2009, посмертно).
- 25 апреля — Василий Королев (77) — Полный кавалер Ордена Славы.
- 25 апреля — Василий Шулейкин (84) — геофизик, специалист по физике моря.
- 26 апреля — Пётр Саенко (65) — Герой Советского Союза.
- 28 апреля — Иван Мотуз (60) — Герой Советского Союза.
- 29 апреля — Фазульян Ахмалетдинов (61) — Герой Советского Союза.
- 29 апреля — Фёдор Сисейкин (65) — Герой Советского Союза.
- 30 апреля — Иван Афонов (74) — советский государственный и партийный деятель, 1-й секретарь Павлодарского областного комитета КП Казахстана.
- 30 апреля — Юрий Добровольский (68) — лётчик-испытатель, Герой Советского Союза.
- 30 апреля — Юлиан Ревай (79) — политический и общественный деятель Закарпатья, педагог, редактор.
- 30 апреля — Пётр Голодняк (68) — полковник Советской Армии, участник Великой Отечественной войны, Герой Советского Союза.
- 30 апреля — Александр Селигерский (62) — советский библиотековед и специалист в области фондоведения, кандидат педагогических наук, участник ВОВ.
- 30 апреля — Владимир Федорков (55) — Герой Советского Союза.
- 30 апреля — Пантелеймон Халиппа (95) — молдавский и румынский политический и общественный деятель, журналист, историк-краевед, ведущий идеолог объединения Бессарабии с Румынией.

## Май
- 1 мая — Виль Липатов (52) — русский советский писатель.
- 5 мая — Иван Литвин (64) — генерал-майор ракетных войск.
- 5 мая — Михаил Шищенко (62) — член организации «Молодая гвардия».
- 6 мая — Гарри Айзман — американский пионер, воспитывавшийся в СССР, участник Великой Отечественной войны, журналист.
- 6 мая — Демьян Кузов (69) — подполковник, Герой Советского Союза.
- 7 мая — Григорий Быцань (59) — сельскохозяйственный деятель, Герой Социалистического Труда.
- 7 мая — Сергей Панкеев (92) — пациент Зигмунда Фрейда, известный как «человек-волк».
- 7 мая — Алексей Смирнов (59) — известный советский актёр, Заслуженный артист РСФСР (1976).
- 8 мая — Михаил Панов (77) — генерал-лейтенант танковых войск, Герой Советского Союза.
- 8 мая — Пётр Сомов (58) — генерал-майор авиации, Герой Советского Союза.
- 9 мая — Андрей Березин — Герой Советского Союза.
- 9 мая — Фёдор Занько (57) — гвардии старшина авиации, полный кавалер ордена Славы.
- 9 мая — Степан Кузнецов (60) — капитан, Герой Советского Союза.
- 10 мая — Василий Хромых (68) — подполковник, Герой Советского Союза.
- 11 мая — Юсиф Абдуллаев (76) — полковник.
- 11 мая — Тамара Адельгейм (75) — российская советская актриса.
- 11 мая — Яков Шерешевский (84) — советский военачальник, генерал-майор медицинской службы.
- 13 мая — Дмитрий Мелехов (80) — советский психиатр.
- 13 мая — Джеймс Ричард Уильям Первс (76) — австралийский юрист, писатель и филателист.
- 14 мая — Павла Богатыренко (71) — российская советская актриса, педагог.
- 14 мая — Иван Замчевский (70) — советский политический деятель, 1-й секретарь Ленинградского городского комитета КПСС (1953—1956).
- 14 мая — Николай Милочкин (85) — Герой Социалистического Труда.
- 15 мая — Василий Кайгородцев (57) — старший сержант, полный кавалер Ордена Славы.
- 15 мая — Пётр Черныш (60) — полковник авиации, Герой Советского Союза.
- 16 мая — Авраам Бенароя — болгарский и греческий социалист еврейского происхождения, журналист, один из основателей Коммунистической партии Греции.
- 16 мая — Сергей Воскрекасенко (72) — украинский советский поэт-сатирик, юморист, переводчик.
- 16 мая — Геннадий Киселёв (57) — подполковник авиации, Герой Советского Союза.
- 16 мая — Василий Новиков (69) — полковник танковых войск, Герой Советского Союза.
- 17 мая — Карлис Дзенитис-Зениньш (87) — офицер русской, латышской и нацистской армии.
- 18 мая — Салих Сабитов (66) — полный кавалер ордена Славы.
- 20 мая — Владимир Афанасьев (58) — подполковник авиации, Герой Советского Союза.
- 21 мая — Валентин Неклюдов (68) — полковник милиции, Герой Советского Союза.
- 22 мая — Василий Маслов (84) — генерал-майор, Герой Советского Союза.
- 22 мая — Эдуард Розенбаум (91) — немецкий экономист, директор гамбургской Коммерческой библиотеки в 1919—1933 годах.
- 22 мая — Василий Степанов (76) — белорусский советский философ.
- 24 мая — Мамедтаги Ганиев (72) — доктор ветеринарных наук, профессор.
- 24 мая — Михаил Калашников (66) — советский марийский писатель, переводчик, журналист, редактор, научный сотрудник, член Союза писателей СССР.
- 25 мая — Лейб Моргентой (73) — польско-израильский детский поэт.
- 27 мая — Григорий Артемченков (56) — старший лейтенант авиации, Герой Советского Союза.
- 27 мая — Фёдор Белов (59) — старший сержант артиллерии, Герой Советского Союза.
- 28 мая — Яков Бабенко (65) — гвардии подполковник, Герой Советского Союза.
- 28 мая — Иван Самбук (59) — полковник артиллерии, Герой Советского Союза.
- 29 мая — Павел Бабий (67) — кандидат технических наук, полный кавалер ордена Славы.
- 29 мая — Джойс Уинифред Викери (70) — австралийский ботаник, специалист по таксономии, судебной ботанике и охране окружающей среды.
- 29 мая — Мэри Пикфорд (87) — знаменитая кино- и театральная актриса канадского происхождения, соосновательница кинокомпании United Artists, легенда немого кино.
- 30 мая — Александр Кузнецов (55) — полковник артиллерии, полный кавалер ордена Славы.

## Июнь
- 1 июня — Мария Петровых (71) — русский поэт и переводчик.
- 4 июня — Михаил Грищенко (77) — старший сержант Рабоче-крестьянской Красной Армии, участник Великой Отечественной войны, Герой Советского Союза.
- 5 июня — Гасан Мустафаев (64) — советский азербайджанский партийный и государственный деятель.
- 5 июня — Гейнц Эрхарт (70) — немецкий актёр, музыкант, поэт и комик.
- 6 июня — Ион Идрисс — австралийский писатель.
- 6 июня — Андрей Остапенко (53) — участник Великой Отечественной войны, Герой Советского Союза.
- 7 июня — Алексей Маркушевич (71) — советский математик и педагог; доктор физико-математических наук.
- 8 июня — Лев Минц (86) — советский экономист, доктор экономических наук, профессор. Вошел в список ста ученых, определивших облик современной отечественной и зарубежной экономической науки.
- 8 июня — Рейнхард Гелен (77) — немецкий военный деятель.
- 9 июня — Тимофей Ахазов (72) — советский государственный и партийный деятель, председатель Президиума Верховного Совета Чувашской АССР.
- 9 июня — Ефим Нихаев (65) — Герой Советского Союза.
- 9 июня — Василий Прокопенко (53) — Полный кавалер ордена Славы.
- 11 июня — Джон Уэйн (72) — американский актёр, которого называли королём вестерна.
- 12 июня — Николай Кабак (75) — Герой Советского Союза.
- 12 июня — Иван Спицин (65) — Герой Советского Союза.
- 13 июня — Анатолий Кузнецов (49) — советский и британский писатель.
- 14 июня — Александр Морозов (74) — советский инженер-конструктор, генерал-майор-инженер, один из создателей танка Т-34.
- 16 июня — Лазарь Лагин (75) — русский писатель и поэт, ведущий представитель советской сатирической и детской литературы.
- 18 июня — Сергей Вихорев (55) — Полный кавалер Ордена Славы.
- 20 июня — Давид Тавадзе (63) — Герой Советского Союза.
- 21 июня — Михаил Гречина (77) — украинский советский архитектор.
- 21 июня — Николай Мещеряков (54) — полный кавалер ордена Славы.
- 21 июня — Фёдор Чирков (54) — Герой Советского Союза.
- 22 июня — Михаил Авдеев (65) — участник Великой Отечественной войны, командир эскадрильи авиационного полка Военно-воздушных сил Черноморского флота), Герой Советского Союза, генерал-майор авиации.
- 24 июня — Георгий Шаповалов (63) — советский актёр театра и кино.
- 25 июня — Филипп Халсман (73) — выдающийся фотограф середины XX века.
- 26 июня — Зиновий Биленко (69) — украинский советский писатель, переводчик, журналист, член Союза писателей Украины.
- 26 июня — Андрей Воронин (78) — сержант Рабоче-крестьянской Красной Армии, участник Великой Отечественной войны, Герой Советского Союза.
- 26 июня — Валентин Стариков (66) — участник Великой Отечественной войны, Герой Советского Союза.
- 27 июня — Антоний Голубев (72) — польский историк, писатель, эссеист и журналист.
- 28 июня — Натан Рахлин (73) — советский украинский и российский дирижёр, педагог.
- 28 июня — Олекса Шаткивский (71) — украинский художник и график.
- 28 июня — Яроменок, Юрий Иванович[укр.] (55) — известный украинский советский художник.

## Июль
- 1 июля — Всеволод Бобров (56) — советский футболист, хоккеист, футбольный и хоккейный тренер. Заслуженный мастер спорта СССР.
- 1 июля — Михаил Панфилов (63) — участник Великой Отечественной войны, Герой Советского Союза.
- 2 июля — Александр Големба (56) — русский советский поэт, переводчик.
- 2 июля — Николай Лацков (62) — участник Великой Отечественной войны, Герой Советского Союза.
- 2 июля — Лариса Шепитько (41) — советский кинорежиссёр, сценарист, актриса; автокатастрофа.
- 2 июля — Владимир Чухнов (33) — советский кинооператор; автокатастрофа.
- 2 июля — Юрий Фоменко (37) — советский художник кино; погиб в автокатастрофе вместе с Ларисой Шепитько и частью съёмочной группы фильма «Прощание» (изначально — «Матёра»).
- 3 июля — Василий Винокуров (63) — участник Великой Отечественной войны, Герой Советского Союза.
- 3 июля — Иван Голчин (60) — участник Великой Отечественной войны, Герой Советского Союза.
- 3 июля — Луи Дюрей (91) — французский композитор.
- 3 июля — Григорий Юферов — полный кавалер ордена Славы.
- 4 июля — Рафаил Мильнер (68) — участник Великой Отечественной войны, Герой Советского Союза.
- 4 июля — Николай Огуречников (64) — старший сержант Рабоче-крестьянской Красной Армии, участник Великой Отечественной войны, Герой Советского Союза.
- 4 июля — Тихон Рябченко (75) — советский военачальник, полковник, летчик-испытатель 1-го класса.
- 5 июля — Михаил Берестовенко (57) — подполковник Советской Армии, участник Великой Отечественной войны, Герой Советского Союза.
- 5 июля — Шагаргази Габдиев (80) — башкирский поэт-импровизатор, сэсэн.
- 6 июля — Александр Артёменко (57) — младший лейтенант Советской Армии, участник Великой Отечественной войны, Герой Советского Союза.
- 7 июля — Фазыл Амиров (65) — узбекский советский ученый-медик, хирург.
- 8 июля — Детлав Бранткалн (81) — советский военачальник, генерал-лейтенант.
- 8 июля — Роберт Вудворд (62) — американский химик-органик, член Национальной АН и Американской академии искусств и наук, лауреат Нобелевской премии по химии (1965).
- 8 июля — Егор Иванин (61) — участник Великой Отечественной войны, Герой Советского Союза.
- 8 июля — Васлий Чалай (61) — марийский советский поэт.
- 9 июля — Афанасий Свинарь (63) — участник Великой Отечественной войны, Герой Советского Союза.
- 9 июля — Адольфус Петер Элькин (88) — австралийский этнолог, антрополог, лингвист, редактор.
- 10 июля — Александр Сергеев (62) — участник Великой Отечественной войны, Герой Советского Союза.
- 11 июля — Яков Вохменцев (66) — поэт.
- 11 июля — Николай Кондаков (58) — участник Великой Отечественной войны, Герой Советского Союза.
- 12 июля — Георгий Бериев (76) — советский авиаконструктор, генерал-майор инженерно-технической службы, доктор технических наук.
- 12 июля — Михаил Николаев (59) — Полный кавалер ордена славы.
- 14 июля — Василий Доценко (73) — участник Великой Отечественной войны, Герой Советского Союза.
- 15 июля — Владимир Константинов (58) — участник Великой Отечественной войны, Герой Советского Союза.
- 15 июля — Герасим Кудряшев (69) — участник Великой Отечественной войны, Герой Советского Союза.
- 17 июля — Владимир Соловьёв (70) — участник Великой Отечественной войны, Герой Советского Союза.
- 17 июля — Сергей Шилов (57) — участник Великой Отечественной войны, Герой Советского Союза.
- 18 июля — Павел Прокконен (70) — советский государственный и политический деятель.
- 21 июля — Степан Подкопаев (81) — участник Великой Отечественной войны, Герой Советского Союза.
- 23 июля — Михаил Адамович (80—81) — советский разведчик, резидент внешней разведки СССР в ряде стран.
- 23 июля — Жозеф Кессель (81) — французский писатель.
- 26 июля — Чеслав Михневич (72) — советский и латвийский театральный актёр.
- 30 июля — Василий Сластин (71) — участник Великой Отечественной войны, Герой Советского Союза.

## Август
- 1 августа — Денис Шелест (72) — Герой Советского Союза.
- 2 августа — Анна Бабиивна (81) — украинская советская театральная актриса.
- 2 августа — Анатолий Жариков (58) — старший лейтенант Советской Армии, участник Великой Отечественной войны, Герой Советского Союза.
- 2 августа — Василий Радченко (67) — участник Великой Отечественной войны, Герой Советского Союза.
- 5 августа — Кристина Бём (25) — австрийская актриса.
- 6 августа — Курт Казнар (65) — американский актёр театра, кино и телевидения.
- 7 августа — Валентин Филатов (58) — советский артист цирка, дрессировщик.
- 8 августа — Виктор Бабошин (54) — Герой Советского Союза.
- 8 августа — Михаил Крат — полковник армии Украинской народной республики (УНР).
- 9 августа — Григорий Коган (78) — советский пианист, музыковед и музыкальный педагог, доктор искусствоведения.
- 10 августа — Сурен Баблоев (60) — советский российский хоровой дирижёр. Народный артист СССР.
- 10 августа — Василий Жихарев (71) — участник Великой Отечественной войны, Герой Советского Союза.
- 10 августа — Илья Ткаченко (79) — участник Великой Отечественной войны, Герой Советского Союза.
- 11 августа — Василий Герасимовский (72) — советский геолог.
- 11 августа — Антонина Макарова (58) — палач, во время Великой Отечественной войны расстрелявшая более 1500 человек на службе у немецких оккупационных властей и русских коллаборационистов; расстреляна по приговору суда.
- 11 августа — Георгий Флоровский (85) — православный священник русского происхождения.
- Погибшие в результате столкновения двух самолётов над Днепродзержинском 11 августа:
  - Михаил Ан (26) — советский футболист, полузащитник, мастер спорта международного класса (1976); кореец по национальности.
  - Юрий Загуменных (32) — советский футболист, защитник.
  - Николай Куликов (26) — советский футболист, защитник, мастер спорта (1979).
  - Владимир Фёдоров (24) — советский футболист, нападающий, мастер спорта международного класса (1976); был одним из сильнейших форвардов СССР второй половины 70-х годов.
- 12 августа — Иван Алфёров (82) — участник Великой Отечественной войны, Герой Советского Союза.
- 12 августа — Василий Мурзич — советский железнодорожник, Герой Социалистического Труда.
- 12 августа — Сурен Чарекян (78) — армянский советский дирижёр, профессор Ереванской консерватории, народный артист Армянской ССР (1956)
- 13 августа — Амир Рустамов (69) — советский военный деятель, генерал-майор инженерных войск.
- 14 августа — Михаил Огоньков (47) — советский футболист, защитник.
- 15 августа — Иван Гермашев (64) — участник Великой Отечественной войны, Герой Советского Союза.
- 15 августа — Леонтий Раковский (83) — русский советский писатель, автор исторических романов и повестей, публицист.
- 17 августа — Николай Лимонь (61) — младший сержант Рабоче-крестьянской Красной Армии, участник Великой Отечественной войны, Герой Советского Союза.
- 18 августа — Казис Шкирпа (84) — литовский военный, начальник Генерального штаба, полковник.
- 19 августа — Владимир Третьяков (25 или 26) — советский серийный убийца, убивший семь женщин в городе Архангельске в 1977—1978 годах; расстрелян по приговору суда.
- 21 августа — Геннадий Клевко (47) — белорусский поэт, переводчик.
- 21 августа — Ерванд Кочар (80) — армянский скульптор и художник. Народный художник СССР.
- 21 августа — Джузеппе Меацца (68) — итальянский футболист, двукратный чемпион мира (1934, 1938).
- 22 августа — Фотий Санин (65) — советский учёный в области электромагнитных колебаний, лауреат Сталинской премии.
- 23 августа — Владимир Драгомирецкий (64) — Герой Советского Союза.
- 24 августа — Василий Баранников (58) — Герой Советского Союза.
- 24 августа — Эммануил Финн — советский учёный, врач-фтизиатр, микробиолог.
- 25 августа — Михаил Васильев (64) — подполковник Советской Армии, участник Великой Отечественной войны, Герой Советского Союза.
- 25 августа — Михаил Ивенков (74) — Герой Советского Союза.
- 28 августа — Николай Андреев (60) — Герой Советского Союза.
- 28 августа — Анатолий Войтекайтес (65) — Герой Советского Союза.
- 28 августа — Иван Куличев (58) — Герой Советского Союза.
- 28 августа — Татьяна Романова — русская княжна императорской крови, дочь великого князя Константина Константиновича и великой княгини Елизаветы Маврикиевны, правнучка императора Николая I.
- 28 августа — Константин Симонов (63) — советский писатель, поэт, общественный деятель.
- 30 августа — Яким Жилянин (76) — советский политический деятель, 1-й секретарь Полоцкого областного комитета КП(б) Белоруссии (1944—1946).
- 30 августа — Алексей Радзиевский (68) — советский военачальник, генерал армии, Герой Советского Союза, профессор.
- 31 августа — Адольф Зедлак (78) — австрийский музыкальный педагог и композитор.

## Сентябрь
- 1 сентября — Василий Иванов (60) — участник Великой Отечественной войны, Герой Советского Союза.
- 3 сентября — Николай Гусаров (61) — участник Великой Отечественной войны, Герой Советского Союза.
- 5 сентября — Роман Гиршман — французский археолог.
- 5 сентября — Эдвард Мурадян (72) — советский армянский артист театра и кино, театральный режиссёр.
- 7 сентября — Михаил Григорьев (54) — русский советский кинорежиссёр, сценарист («Дуэнья» и др. фильмы).
- 8 сентября — Михаил Сапожников (58) — участник Великой Отечественной войны, Герой Советского Союза.
- 9 сентября — Мария Ких (64) — активная участница революционной борьбы на западноукраинских землях.
- 9 сентября — Игнат Наймушин (63) — Полный кавалер Ордена Славы.
- 9 сентября — Алексей Талвир (70) — чувашский писатель и прозаик.
- 10 сентября — Анатолий Абрамушкин (54) — командир отделения 761-го стрелкового полка, старший сержант — на момент представления к награждению орденом Славы 1-й степени.
- 10 сентября — Станислав Людкевич (100) — выдающийся советский композитор, музыковед-фольклорист и педагог.
- 10 сентября — Агостиньо Нето (56) — ангольский государственный деятель, поэт, первый президент Народной Республики Ангола (1975—1979).
- 11 сентября — Алексей Каплер (75) — советский кинорежиссёр, сценарист, актёр.
- 11 сентября — Николай Дружинин (70) — участник Великой Отечественной войны, Герой Советского Союза.
- 14 сентября — Григорий Таряник (66) — участник Великой Отечественной войны, Герой Советского Союза.
- 15 сентября — Василий Косов (75) — полковник Советской Армии, участник Великой Отечественной войны, Герой Советского Союза.
- 16 сентября — Василий Благов (72) — участник Великой Отечественной войны, Герой Советского Союза.
- 19 сентября — Александр Новиков (72) — участник Великой Отечественной войны, Герой Советского Союза.
- 20 сентября — Андрей Верменич (82) — украинский советский театральный актёр.
- 20 сентября — Василий Дубенко — Герой Социалистического Труда.
- 20 сентября — Анатолий Иевский (57) — участник Великой Отечественной войны, Герой Советского Союза.
- 20 сентября — Фёдор Пойда — старший инженер-конструктор РНИИ.
- 20 сентября — Людвик Свобода (83) — Герой Советского Союза.
- 21 сентября — Николай Луньков (57) — Герой Советского Союза.
- 21 сентября — Георгий Чернов (72) — Герой Социалистического Труда.
- 22 сентября — Филипп Агеев (68) — Герой Советского Союза.
- 22 сентября — Анатолий Жуков (78) — специалист в области лесоведения и лесоводства.
- 23 сентября — Иван Быков (55) — Герой Советского Союза.
- 25 сентября — Борис Плетнёв (76) — артист, балетный критик, сценарист, режиссёр
- 25 сентября — Тапио Раутаваара (64) — финский певец, поэт-песенник, композитор, актёр и спортсмен.
- 26 сентября — Григорий Мыльников (60) — Герой Советского Союза.
- 26 сентября — Сергей Сыроватский (54) — советский физик и астрофизик.
- 27 сентября — Владимир Лидин (85) — русский советский писатель.
- 28 сентября — Антон Вааранди (78) — эстонский советский журналист.
- 29 сентября — Николай Гаврилин (61) — Герой Советского Союза.
- 29 сентября — Иван Кузнецов (57) — Герой Советского Союза.
- 29 сентября — Франсиско Масиас Нгема — первый президент Экваториальной Гвинеи.
- 29 сентября — Тимофей Сафронов (62) — Герой Советского Союза.
- 30 сентября — Владимир Вильшанский (75) — советский военачальник, генерал-майор береговой службы.
- 30 сентября — Гавриил Пантелеев (56) — Герой Советского Союза.

## Октябрь
- 1 октября — Александр Анчугов (56) — Герой Советского Союза.
- 1 октября — Николай Глазков (60) — русский поэт, переводчик.
- 1 октября — Николай Тюсин (56) — Герой Советского Союза.
- 3 октября — Василий Дубинин (59) — Герой Советского Союза.
- 4 октября — Валентина Телегина (64) — советская актриса театра и кино. Народная артистка РСФСР.
- 5 октября — Пётр Карпов (67) — Герой Социалистического Труда.
- 5 октября — Павел Ковалёв (65) — Герой Советского Союза.
- 7 октября — Яков Гудкин (74) — советский актёр.
- 7 октября — Роман Шкурко (71) — Герой Советского Союза.
- 8 октября — Николай Моисеев (78) — Герой Советского Союза.
- 9 октября — Сурен Кочарян (75) — мастер художественного слова, драматический актёр, народный артист Армянской ССР.
- 9 октября — Алексей Наугольный (76) — управляющий трестом «Шахтантрацит» комбината «Ростовуголь» Министерства угольной промышленности, город Шахты.
- 10 октября — Алексей Маснев (64) — Герой Советского Союза.
- 11 октября — Надежда Надеждина (71) — советский балетмейстер, создатель и художественный руководитель (1948—1979) государственного академического хореографического ансамбля «Берёзка».
- 12 октября — Алексей Рузняев (69) — Герой Советского Союза.
- 13 октября — Алексей Васильев (58) — Полный кавалер ордена Славы.
- 15 октября — Семён Дымов (83) — Герой Социалистического Труда.
- 15 октября — Елена Кузьмина (70) — советская киноактриса. Народная артистка РСФСР.
- 15 октября — Яков Ткаченко (73) — Герой Советского Союза.
- 16 октября — Юхан Борген (77) — норвежский писатель.
- 19 октября — Василий Гулисашвили — советский и грузинский лесовод, академик АН Грузинской ССР.
- 21 октября — Жозеф Котин (71) — советский конструктор танков и тракторов.
- 22 октября — Дуда Энгиноев (60) — разведчик, помощник командира, командир взвода 165-й отдельной разведывательной роты 125-й стрелковой дивизии, старший сержант, Полный Кавалер ордена Славы.
- 23 октября — Роман Бершеда (67) — советский правовед. Доктор юридических наук.
- 24 октября — Карло Абарт (70) — автогонщик и автомобильный дизайнер.
- 26 октября — Пак Чон Хи (61) — военный и государственный деятель Республики Корея, президент страны в 1963—1979; убит.
- 27 октября — Донат (Щёголев) (80) — епископ Русской православной церкви, архиепископ Калужский и Боровский.
- 28 октября — Владимир Батов (65) — Герой Советского Союза.
- 28 октября — Иван Немчинов (64) — Герой Советского Союза.
- 30 октября — Александр Васильев (70) — Герой Советского Союза.
- 31 октября — Василий Стрыгин (59) — Герой Советского Союза.

## Ноябрь
- 2 ноября — Валентин Гранаткин (71) — советский футболист, хоккеист (с мячом и шайбой) и спортивный чиновник.
- 2 ноября — Борис Лобжанидзе (66) — советский хозяйственный и государственный деятель.
- 3 ноября — Оскар Ангелус (87) — эстонский политик, коллаборационист.
- 3 ноября — Тельман Зурабян (45) — советский и армянский журналист.
- 3 ноября — Фёдор Никитин (66) — советский военный, Герой Советского Союза.
- 4 ноября — Юрий Крылов (49) — советский хоккеист. Заслуженный мастер спорта СССР.
- 4 ноября — Геннадий Приходько (60) — Герой Советского Союза.
- 5 ноября — Борис Дерюгин (63) — советский государственный и партийный деятель, председатель Исполнительного комитета Хабаровского краевого Совета (1960—1962).
- 5 ноября — Иван Лапин (65) — Герой Советского Союза.
- 5 ноября — Василий Щадин (67) — Герой Советского Союза.
- 6 ноября — Сесил Пурди (73) — австралийский шахматист и деятель международного шахматного движения, международный мастер ФИДЕ (1951).
- 9 ноября — Афонасий Стенников (75) — Герой Советского Союза.
- 10 ноября — Евсей Алексеев (57) — Герой Советского Союза.
- 10 ноября — Александр Ручин (61) — Герой Советского Союза.
- 11 ноября — Арье Алотин (81) — деятель израильского здравоохранения, израильский хирург, автор книг и учебных пособий по экстремальной медицине. Один из основателей «Маген Давид Адом».
- 11 ноября — Николай Двуреченский (55) — Герой Советского Союза.
- 11 ноября — Дмитрий Тёмкин (85) — американский композитор российского происхождения.
- 12 ноября — Николай Оноприенко (67) — Герой Советского Союза.
- 14 ноября — Матвей Ермачек (76) — генерал-майор Советской Армии, участник Великой Отечественной и советско-японской войн.
- 14 ноября — Александр Сокольский (75) — Герой Советского Союза.
- 15 ноября — Иван Потанин (78) — советский спортсмен, военный медик.
- 17 ноября — Иммануил Великовский (84) — врач и психоаналитик, создатель неконвенциональных теорий в области истории, геологии и астрономии; в частности, автор «ревизионистской хронологии».
- 17 ноября — Джон Глэскок (28) — британский музыкант, бас-гитарист группы Jethro Tull; порок сердца.
- 18 ноября — Гавриил Вересов (67) — советский шахматист, международный мастер.
- 19 ноября — Александр Толмачёв (66) — Герой Советского Союза.
- 21 ноября — Константин Седых (71) — русский советский писатель и поэт.
- 21 ноября — Маурицио Арена (45) — итальянский киноактёр.
- 22 ноября — Евгений Помещиков (71) — советский сценарист. Лауреат Сталинской премии первой степени.
- 22 ноября — Ирина Сабурова (72) — русская писательница.
- 23 ноября — Мерл Оберон (68) — британская актриса, номинантка на премию «Оскар» в 1936 году.
- 24 ноября — Иннокентий Пухов (75) — советский якутский учёный, кандидат филологических наук, литературовед и фольклорист, исследователь олонхо.
- 25 ноября — Иван Осинный (59) — участник Великой Отечественной войны, Герой Советского Союза.
- 25 ноября — Виктор Смазнов (59) — участник Великой Отечественной войны, Герой Советского Союза.
- 26 ноября — Иван Горшанов (65) — Полный кавалер Ордена Славы.
- 26 ноября — Игорь Луковский (70) — советский сценарист и драматург. Лауреат Сталинской премии первой степени.
- 26 ноября — Марсель Л’Эрбье (91) — французский кинорежиссёр, последователь Луи Деллюка.
- 26 ноября — Леонид Платов (73) — русский советский писатель.
- 27 ноября — Тимирьян Фахретдинов (60) — Полный кавалер ордена Славы.
- 28 ноября — Михаил Глазьев (56) — главный агроном колхоза имени Ф. Э. Дзержинского.
- 28 ноября — Николай Ивановский (77) — советский военно-морской деятель, контр-адмирал.
- 30 ноября — Леонид Григорович (63) — полковник Советской Армии, участник Великой Отечественной войны, Герой Советского Союза.
- 30 ноября — Григорий Запорожченко (72) — старший сержант Рабоче-крестьянской Красной Армии, участник Великой Отечественной войны, Герой Советского Союза.
- 30 ноября — Владимир Масс (83) — советский драматург и сценарист.

## Декабрь
- 1 декабря — Михаил Омельяновский (75) — советский философ, специалист по диалектическому материализму и философским проблемам естествознания.
- 1 декабря — Николай Сементовский-Курило (78) — российско-украинский, итальянский, немецкий писатель, журналист, редактор и астролог.
- 2 декабря — Михаил Карпухин (58) — Герой Советского Союза.
- 2 декабря — Василий Соловьёв-Седой (72) — советский композитор, народный артист СССР (1967), автор песен и музыки к кинофильмам.
- 5 декабря — Соня Делоне (94) — французская художница-абстракционистка еврейского происхождения.
- 5 декабря — Иван Зима (65) — Герой Советского Союза.
- 6 декабря — Николай Присягин (60) — Герой Советского Союза.
- 6 декабря — Леонид Сыпченко (58) — Герой Советского Союза.
- 7 декабря — Сесилия Хелена Пейн-Гапошкина (79) — американский астроном.
- 8 декабря — Николай Гриценко (67) — советский актёр театра и кино, народный артист СССР (1964).
- 9 декабря — Дмитрий Сидоров (59) — Герой Советского Союза.
- 10 декабря — Джек Кит Мюррей (90) — австралийский колониальный администратор, армейский офицер и педагог.
- 11 декабря — Овсей Каган (67) — советский актёр.
- 13 декабря — Виктор Краснов (53) — Герой Советского Союза.
- 13 декабря — Джемс Раудзиньш (69) — латвийский баскетболист, чемпион Европы 1935 года.
- 14 декабря — Иван Язовских (56) — Герой Советского Союза.
- 15 декабря — Евгений Белецкий (71) — советский альпинист, заслуженный мастер спорта СССР.
- 15 декабря — Павел Массальский (75) — советский актёр театра и кино, народный артист СССР.
- 16 декабря — Макс Гельман (88) — советский скульптор и педагог.
- 16 декабря — Фёдор Куликов (59) — Герой Советского Союза.
- 16 декабря — Ефим Мелах (61) — Герой Советского Союза.
- 16 декабря — Мустафа-заде, Вагиф Азиз оглы (39) — азербайджанский джазовый композитор и пианист.
- 16 декабря — Владимир Тарасевич (57) — Герой Советского Союза.
- 16 декабря — Николай Шарыпов (64) — Герой Советского Союза.
- 17 декабря — Николай Сеснев — участник Великой Отечественной войны и полный кавалер ордена Славы.
- 18 декабря — Зарэ Мурадян (66) — советский артист и балетмейстер.
- 18 декабря — Иван Пиняев (56) — советский писатель мокшанского происхождения.
- 21 декабря — Бернардас Бучас (76) — литовский скульптор, художник и график.
- 23 декабря — Василий Балебин (71) — Герой Советского Союза.
- 23 декабря — Иван Панкратов (66) — Полный кавалер Ордена Славы.
- 23 декабря — Эрнест Шодсак (86) — американский кинорежиссёр, кинооператор и кинопродюсер.
- 24 декабря — Денис Гусельников (73) — Герой Советского Союза.
- 24 декабря — Иван Кораблин (76) — Полный кавалер ордена Славы.
- 24 декабря — Руди Дучке (39) — немецкий марксистский социолог и политик, лидер западногерманского и западноберлинского студенческого движения 60-х годов XX века; утонул в ванне из-за эпилептического припадка.
- 24 декабря — Хуго Стурм (88) — эстонский художник, скульптор, основоположник эстонской школы наивизма.
- 25 декабря — Михаил Казаков (78) — советский военачальник, генерал армии, Герой Советского Союза.
- 25 декабря — Илья Шмелёв (62) — Герой Советского Союза.
- 26 декабря — Лео Арнштам (74) — советский кинорежиссёр и сценарист. Народный артист РСФСР.
- 26 декабря — Владимир Сафронов (44) — советский боксёр.
- 27 декабря — Григорий Бояринов (57) — советский военный деятель. Руководитель штурма Дворца Амина, во время которого погиб. Герой Советского Союза.
- 27 декабря — Яков Шишкин (58) — участник Великой Отечественной войны, Герой Советского Союза.
- 28 декабря — Михаил Борисенко (70) — майор Советской Армии, участник Великой Отечественной войны, Герой Советского Союза.
- 28 декабря — Гавриил Медведев (61) — участник Великой Отечественной войны, Герой Советского Союза.
- 28 декабря — Иван Тесля (43) — советский хозяйственный деятель, животновод, Герой Социалистического Труда.
- 28 декабря — Юрий Толубеев (73) — советский актёр театра и кино.
- 29 декабря — Антон Алехнович (65) — советский лётчик, участник Великой Отечественной войны, гвардии майор авиации, Герой Советского Союза.
- 29 декабря — Афанасий Солодов (73) — участник Великой Отечественной войны, Герой Советского Союза.
- 29 декабря — Петрас Цюнис (81) — литовский военный деятель, библиотекарь и преподаватель, подполковник советской армии.
- 30 декабря — Ричард Роджерс (77) — американский композитор, написавший музыку более чем к 900 песням и 40 бродвейским мюзиклам.
- 31 декабря — Сералы Кожамкулов (83) — казахский актёр театра и кино, народный артист Казахской ССР.
- 31 декабря — Сергей Мостовой (71) — участник Великой Отечественной войны, Герой Советского Союза.

## Дата неизвестна или требует уточнения
- Июль — Максвелл Гайсмар (Maxwell Geismar[англ.]) (69) — американский литературный критик, автор биографий Марка Твена и других американских писателей.
- Декабрь — Вячеслав Солодухин (29) — советский хоккеист, игрок СКА (Ленинград) и сборной СССР (1972); задохнулся выхлопными газами в собственном гараже.
- Иосиф Чайков (90 или 91) — русский советский скульптор, заслуженный деятель искусств России (1959), профессор.